# 彭貫
彭貫（1408年—？），字進唯，江西吉安府安福縣人，民籍。明朝政治人物。

## 生平
宣德四年（1429年）己酉科江西鄉試第六名舉人。正统元年（1436年）丙辰科會試第五十二名，廷試二甲第二十名進士。正統二年十月授行在刑部主事，八年十一月升浙江按察司佥事、专督屯田。丁憂服闋，時英宗被俘，因官员多缺，十四年九月以右都御史俞士悦建言，景泰元年四月復除浙江佥事，奉詔審錄罪囚，多所平反，为都御史洪英弹劾，浙民诣阙请留，四年十月以疾致仕。

## 家族
曾祖彭性成。祖父彭伯枢。父彭同升。母郭氏。嚴侍下。